# Мушкетон
Мушкето́н (фр. mousqueton, буквально  — короткий мушкет) — название укороченного дульнозарядного оружия с колесцовым, ударно-кремневым и капсюльным замками и разной конструкцией ствола. В разных странах мушкетоном называют разные виды оружия, включая оружие, в русском языке называемое карабином.
Как укороченный мушкет мушкетон мог иметь раструб в дульной части ствола для облегчения заряжания всадником находящимся в седле.
В русском языке мушкетоном принято называть другие виды оружия  — тромбло́н (фр. tromblon),  эспинголе (фр. espingole), бландербас (от нидерл. blunderbuss — «гром» и «труба»), доннербус (нем. donnerbüchse  — «гром» и «извергать») и их укороченную разновидность в виде абордажного пистолета — оружия, предназначенного в первую очередь для стрельбы картечью и дробью, которое появилось на флоте примерно в одно время с мушкетоном в кавалерии. Раструб на стволе этого оружия предназначен для зарядки картечью и пуль в большом количестве и их утрамбовки. Получил широкое распространение как каретное и абордажное оружие.

## Особенности применения термина мушкетон и карабин

### Употребление терминов мушкетон и карабин в Европе и Америке
Термин мушкетон появился во Франции в начале XVII века при Людовике XIII как оружие кавалерии и упоминание о нем присутствует в трактате 1616 года Иоганна Якоби Валльгаузена "Военное искусство на коне" ("Kriegskunst zu Pferdt"). В нём упоминается, что всадники пристегивают мушкетон к поясу.
Изначально мушкетон это французский укороченный кавалерийский мушкет с длиной ствола от двух до трёх футов и конструкцией ствола, предназначенного для стрельбы пулями. В некоторых случаях мушкетоны имели раструб для облегчения заряжания оружия при нахождении в седле. Одним из основных особенностей мушкетона являлся погон с левой стороны оружия со скользящим по нему кольцом, которое крепится к поясу или  панталеру с помощью пружинного крюка — [[Карабин (устройство)|мушкетона (фр. mousqueton)]], который в русском языке называют карабином.
Термин мушкетон в западноевропейских странах и странах Северной и Южной Америк употребляется в отношении оружия называемого в России карабинами до перехода на казнозарядное нарезное оружие с унитарным патроном (винтовки), а в некоторых случаях и в отношении укороченных магазинных винтовок, пока постепенно не вытесняться термином карабин, который изначально применялся к длинноствольным пистолетам и их производной с укороченным прикладом (оружие карабинерос), которые нередко применялись парами и перевозились в седельных сумках рейтар или карабинеров (конных стрелков Франции, Италии и Испании, выполнявших те же задачи, что и конные егеря в Германии и России).
Как пример можно привести французский  mousqueton An XI с ударно-кремневым замком, которым Наполеон  вооружил своих кирасиров или в пример можно привести капсульные musketoon Springfield Model 1847 и даже казнозарядный Musketoon of Artillery Model 1892.

### Употребление терминов мушкетон и карабин в России
В русском языке же наоборот, мушкетоном называют исключительно трамблон, бландербас или абордажный пистолет, которые при появлении в России примерно в середине XVII изначально называли дробовыми пищалями.  Это оружие с кремневым замком, имеющее короткий ствол с раструбом для стрельбы несколькими пулями или картечью на близких дистанциях, которое в Вооружённых силах Российской империи применялось до 1818 года, и в виду его слабого боевого действия, было заменён кавалерийским штуцером.
И именно за этим видом оружия в начале XVIII закрепился термин мушкетон, а за появившейся в 1731 году кавалерийской облегченной версией фузеи, предназначенной для вооружения кирасир (карабин обр. 1731 года), закрепился термин карабин.

## Описание эспинголе, тромблона или бландербаса (мушкетона)
Сначала эспинголе называли небольшие орудия, бросавшие ядра от 20 до 28 лотов (250—350 граммов), а впоследствии особый род короткоствольных ружей для кавалерии или моряков, у которых дуло было шире снаряда. Такое устройство ствола позволяло заряжать оружие картечью (или просто рубленым свинцом). Укороченный ствол делал мушкетон легче мушкета, но делал стрельбу менее точной. Точность несколько компенсировалась лишь большой площадью поражения при стрельбе картечью. Тем более что при стрельбе на скаку прицелиться было в любом случае непросто, а в морском сражении мушкетон использовался при абордаже, где огонь вёлся почти в упор.
Ружья такого типа появились примерно в середине XVI века и первоначально использовались в основном на флоте, со второй половины XVII века также и в кавалерии. Кавалерийские мушкетоны, так же как карабины, имели с левой стороны металлическую скобу (так называемый погон), за которую цеплялся крюк закреплённый в нижней части перевязи, идущей через левое плечо. Таким образом мушкетон свободно висел с правого бока всадника, стволом вниз, позволяя управлять лошадью. При необходимости же, его можно было быстро схватить и произвести выстрел. В некоторых странах (Франция, Италия) эспинголе могли называться тромблонами или тромбонами,  в других (Англия, Голландия) эспинголе могли называть бландербасом или доннербусом (в Германии). 
Не стоит путать данный тип оружия с мушкетоном у которого имелся небольшой раструб (воронка) круглой или эллиптической формы на дуле. Предназначение раструба — облегчить засыпание пороха и картечи в ствол (что было особенно актуально для кавалеристов). В период производства мушкетонов существовало распространенное заблуждение, что раструб увеличивает разброс картечи (и, соответственно, площадь поражения), хотя это в действительности не так: для увеличения разброса картечи требовалось не просто делать воронку на конце ствола, а изготавливать весь ствол в виде равномерно расширяющегося конуса. Такое оружие, впрочем, тоже изготавливалось, но крайне редко (ввиду дороговизны); один из его примеров — «секретная гаубица» Шувалова.
Калибр эспинголе достигал 25 мм, а вес картечи — 60—80 г. Длина ствола 900—930 мм, общая 1200—1250 мм.
Эспинголь получил особенное распространение в XVIII веке в Османской империи. От европейских образцов подобного оружия османские тромблоны отличались прежде всего своими небольшими размерами и декором.
В начале XIX века тромблоны использовались в качестве абордажного картечного орудия.
Мушкетоны (тромблоны) пользовались популярностью у испанских контрабандистов и пиратов вплоть до начала XX века; у них он назывался «трабуко», отчего они и получили название трабукеров.
Особую популярность получили пистолеты с аналогичным устройством ствола, получившие особенную популярность как каретные во второй половине XVIII и в начале XIX веков.

## Мушкетоны (тромблоны или  бландербасы) в России
Мушкетоны (тромблоны) появились в России примерно с середине XVII века и первоначально назывались «дробовыми пищалями» или «дробовиками». С XVIII века за ними закрепилось название «мушкетон». С начала этого столетия их начали производить на русских оружейных заводах в Тамбове, Олонце, Липецке и Туле. После ряда экспериментальных моделей на Олонецком заводе в первом десятилетии XVIII века был разработан мушкетон, ставший стандартным образцом как для армии, так и для флота. Изготавливались они в основном на Олонецком и Липецком заводах, специализировавшихся на оружии для флота. Например, только в 1709 году Олонецкий завод изготовил 1050 мушкетонов.

### Мушкетоны пехотных полков
Русские мушкетоны поступали не только на флот и в кавалерию, но и в пехотные полки. Преображенский и Семёновский полки получили в начале 1700-х годов 504 мушкетона; Азовский, Троицкий, Выборгский, Архангелогородский полки по 100—150 единиц в 1720—1721 годах. Также мушкетоны получали Ингерманландский пехотный полк и полки Финляндского корпуса. Периодически мушкетоны поступали в гвардейские полки, причём количество могло довольно сильно колебаться в разных полках. Например в Семёновском полку в 1769 году числилось 214 единиц, а в Измайловском только 20. В 1770-х годах мушкетоны в гвардейских полках были заменены штуцерами.

### Флотские мушкетоны
Согласно табелю «Вооружение флота» (1734), на линейный корабль полагалось от 36 до 50 мушкетонов (в зависимости от размеров корабля), на фрегат — 30, на небольшие гребные суда — 12. С 1772 года, предположительно, после длительного перерыва, возобновляются поставки мушкетонов на флот. Производство модели, мало отличающейся от образца начала века, осуществлял Тульский завод: в 1772—1773 годах — 1511 ед.;в 1777 году — 623 ед.; 1779 году — 236 ед.; Сестрорецкий завод в это же время занимается ремонтом мушкетонов (вероятно, старых выпусков). В 1780-х годах появляются две новых модели флотских мушкетонов — одна модель со стволом длиной 560—562 мм и калибром в раструбе 35—36 мм, вторая модель заметно короче (длина ствола 360 мм), но зато и большего калибра (42—44 мм).
Уставом Военного флота Российской империи времён Павла I предписывалось: «Надлежит, чтобы каждый матрос имел у себя пару пистолетов, саблю или интрепель, или мушкетон и несколько гранат с зажженным фитилем в медной трубке на шляпе».

### Крепостные мушкетоны
Согласно «Генеральному положению» (1730), в каждой крепости полагалось иметь 60—70 мушкетонов, что давало общую цифру 4950 штук. В остзейских (прибалтийских) крепостях количество мушкетонов было доведено в 1740 году до 100 штук в каждой, а в Ревельской крепости их было и вовсе около 200. В то же время многие крепости могли фактически не иметь ни одной единицы.
В 1780-х годах крепостям было положено иметь уже по 10—60 единиц на крепость, что давало общее количество 1640 штук, фактически же имелось 278.
Крепостные мушкетоны стали сниматься с вооружения в первой четверти XIX века.

### Кавалерийские мушкетоны
Стандартная модель кавалерийского мушкетона появляется только в 1790 году. Предназначалась она специально для Кирасирского наследника полка, который получил 45 единиц. В 1798—1799 годах такие же мушкетоны получает и Лейб-гусарский полк. Кавалерийские мушкетоны были легче и короче флотских и крепостных, имели раструб овальной формы.